# مادة قاعدية
المادة القاعدية (بالإنجليزية: Ground substance)‏ هي مادة غير محددة الشكل تشبه الهلام، توجد في الحيز خارج الخلوي، وتحتوي على جميع مكونات النسيج البيني خارج الخلوي باستثناء المواد الليفية مثل الكولاجين والإيلاستين. المادة القاعدية نشطة في تطوير الأنسجة وحركتها وتكاثرها، وكذلك في العملية الأيضية لهذه الأنسجة. بالإضافة إلى ذلك، تستخدمه الخلايا للدعم، وتخزين المياه، والربط، ووسيط للتبادل بين الخلايا (خاصة بين خلايا الدم وأنواع الخلايا الأخرى). توفر المادة القاعدية تزييتاً لألياف الكولاجين.
تختلف مكونات المادة الأرضية حسب الأنسجة. تتكون المادة القاعدية بشكل أساسي من الماء والجزيئات العضوية الكبيرة التي تمسك جزيئات الماء، مثل الغليكوز أمينوغليكان، والبروتيوغليكان، والبروتينات السكرية. الغليكوز أمينوغليكان هو متعدد السكاريد الذي يمسك جزيئات الماء مما يعطي المادة القاعدية ملمسًا يشبه الهلام. تتضمن الغليكوز أمينوغليكانات المهمة: حمض الهيالورونيك، وكبريتات الهيباران، وسلفات الديرماتان، وسلفات الكوندرويتين. وباستثناء حمض الهيالورونيك، فإن الغليكوز أمينوغليكانات ترتبط ببروتينات تسمى بروتيوغليكانات. البروتينات السكرية هي بروتينات تربط مكونات المادة القاعدية ببعضها البعض وبأسطح الخلايا. تُفرَز مكونات المادة القاعدية من الخلايا الليفية. عادة ما تكون المادة القاعدية غير مرئية على الشرائح، لأنه تُفقَد أثناء التلوين (الصبغ) في عملية التحضير.
تقوم البروتينات المرتبطة مثل الفينكولين والسبكترين والأكتوميوسين بتثبيت البروتيوغليكان وتنظيم الألياف المرنة في النسيج خارج الخلوي. يمكن للتغييرات في كثافة المادة القاعدية أن تسمح لألياف الكولاجين بتشكيل روابط تشابكية (تصالبية) شاذة. يتميز النسيج الضام الرخو بالقليل من الألياف والخلايا، وبكمية كبيرة نسبيًا من المادة القاعدية. يحتوي النسيج الضام الكثيف على كمية أقل من المادة القاعدية مقارنة بالمادة الليفية. وقد تطور معنى هذا المصطلح مع مرور الوقت.